# Solista (dança)
No balé, um solista (dançarino solo) é um dançarino de uma companhia de dança acima do corpo de balé, um nível inferior ao dançarino principal.
Os dançarinos neste nível executam a maioria dos papéis solo, ou secundários, em um balé, como Mercutio em Romeu e Julieta ou uma das Fadas em A Bela Adormecida.